# Рафинья (футболист, 1985)
Марсио Рафаэл Феррейра де Соуза (порт.-браз. Marcio Rafael Ferreira de Souza; род. 7 сентября 1985, Лондрина, Парана), более известный как Рафинья (порт.-браз. Rafinha) — бразильский футболист, правый защитник. Наиболее известен по выступлениям за немецкие клубы «Шальке 04» и «Бавария».

## Карьера
В 2002 году перешёл в «Коритибу», за которую дебютировал в чемпионате Бразилии в 2004 году. В этом сезоне 19-летний футболист сразу стал игроком основного состава.
Летом 2005 года он переехал в Европу. Бразилец подписал 6-летний контракт с «Шальке 04», который заплатил за него 5 миллионов евро. В первом же сезоне он отыграл 29 матчей. Дебют Рафиньи пришёлся на матч против мёнхенгладбахской «Борусии» 27 августа 2005 года.
В сезоне 2006/07 бразилец забил свой первый гол в чемпионате Германии. Всего в том сезоне чемпионата на его счету 31 матч и 2 забитых мяча. По итогам сезона его клуб занял второе место.
В марте 2008 года Рафинья получил вызов в национальную команду от главного тренера Дунги. Он дебютировал 26 марта, выйдя на замену в товарищеском матче против Швеции, который закончился победой Бразилии 1:0.
4 августа 2010 года перешёл в итальянский клуб «Дженоа».
1 июня 2011 года Рафинья подписал контракт с мюнхенской «Баварией» сроком до 30 июня 2014 года. Сумма сделки составила 5,5 миллионов евро. За восемь лет Рафинья семь раз становился чемпионом Германии, а также по три раза завоёвывал Кубок Германии и Суперкубок страны. В 2013 году выиграл Лигу чемпионов УЕФА.
С 2019 года выступал за «Фламенго». Вместе с командой 23 ноября 2019 года стал обладателем Кубка Либертадорес. Также помог своей команде выиграть чемпионат штата и чемпионат Бразилии. Таким образом, Рафинья стал седьмым бразильцем, которому удалось выиграть как Кубок Либертадорес, так и европейскую Лигу чемпионов.

## Достижения
- Чемпион штата Парана (2): 2003, 2004
- Чемпион Бразилии: 2019
- Чемпион Германии (7): 2013, 2014, 2015, 2016, 2017, 2018, 2019
- Обладатель Кубка Германии (3): 2012/13, 2013/14, 2015/16
- Обладатель Суперкубка Германии (3): 2012, 2016, 2018
- Победитель Лиги чемпионов: 2012/13
- Обладатель Суперкубка УЕФА: 2013
- Обладатель Кубка Либертадорес: 2019
- Победитель Клубного чемпионата мира: 2013
- Бронзовый медалист Олимпийских игр: 2008